# Systematiskt brandskyddsarbete
Systematiskt brandskyddsarbete (SBA) är lagstadgat enligt Lagen om skydd mot olyckor, där det står att den som äger en byggnad eller bedriver verksamhet i den är skyldiga att i skälig omfattning hålla med utrustning för släckning av brand eller annan olycka och i övrigt vidta de åtgärder som behövs för att förebygga och för att hindra eller begränsa skador till följd av brand. Detta förtydligades några månader senare i SRVFS 2004:3 där det även står att åtgärderna kan vara av både teknisk och organisatorisk karaktär. En sammanfattning av vad dokumentationen i allt väsentligt enligt SRVFS 2004:3 skall innehålla är:
- Beskrivning av byggnader och verksamhet med dess förutsättningar och risker ur ett brand- och utrymningsperspektiv.
- Brandskyddsregler. (Vad gäller för levande ljus, heta arbeten, tobaksrökning mm)
- Ansvarsfördelning mellan ägare och nyttjare.
- Organisation och instruktioner för såväl det förebyggande arbetet som vid uppkommen incident/brand/utrymning.
- Rutiner för information till hantverkare och besökare där det är nödvändigt.
- Plan för utbildningar, övningar, underhåll av brandskyddsobjekt (till exempel rökluckor och släckare) och kontrollronder.
- Genomförda utbildningar, övningar och revisioner av SBA.
- Ritningar över risker och tekniska brandskyddsobjekt.
- Genomförda och planerade förändringar i organisationen, byggnaden eller verksamheten och som påverkar brandskyddet bör framgå av dokumentationen.

Inom verksamheten bör det finnas en brandskyddsansvarig med särskilt ansvar för brandskydd och dokumentation. Men det räcker inte med att upprätta dokument för att bedriva ett systematiskt brandskyddsarbete. Avgörande är vad som görs i praktiken. Vad man åstadkommer för att upprätthålla och 
förbättra brandskyddet. Dokumentationen är bara ett hjälpmedel och en kunskapskälla som används för styrning och vägledning av det systematiska och 
kontinuerliga brandskyddsarbetet.